# Carlos Amadeu
Carlos Amadeu Nascimento Lemos (Salvador, 6 settembre 1965 – Riad, 15 novembre 2020) è stato un allenatore di calcio brasiliano.
È scomparso nel 2020 all'età di 55 anni per un attacco cardiaco in Arabia Saudita, dove allenava le giovanili dell'Al-Hilal .

## Carriera
Nel 2017 con la nazionale U-17 brasiliana ha vinto il Campionato sudamericano di categoria.

## Palmarès
- Campionato sudamericano Under-17: 1

Cile 2017